# Ocean Heaven
Az Ocean Heaven (kínaiul: 海洋天堂, Hajjang tientang (Haiyang tiantang)) egy 2010-ben bemutatott kínai filmdráma Jet Livel a főszerepben. Ez Li első olyan filmje, amelyben egyáltalán nem szerepel akció vagy harcművészet. A film központi témája az autizmus, az autisták helyzete Kínában, valamint a feltétel nélküli szülői (apai) szeretet. Li ingyen vállalta a film főszerepét. A film Suo Lö Caj Csien (Shuō Le Zaì Jiàn) (Elbúcsúztam) című betétdalát Jay Chou popsztár énekli.

## Történet
|  | Alább a cselekmény részletei következnek! |

Vang (Wang) (Jet Li) középkorú, egy akváriumban dolgozik mindenesként és szerelőként. Egyedül neveli 21 éves autista fiát, Dafut (Ven Csang (Wen Zhang)). A jóravaló fiú alig fogja fel, mi történik körülötte, saját zárt világában él. Szereti a növényeket és imád úszni – apja főnöke néha megengedi neki, hogy úszkálhasson a delfinekkel és az óriásteknősökkel, míg az apja dolgozik. Vang (Wang) lelkiismeretesen gondozza egyetlen fiát, mióta felesége 14 évvel korábban vízbe fulladt. Mindenki úgy vélte, az asszony baleset áldozata lett, ám Vang (Wang) sejti a szörnyű igazságot: kiváló úszó felesége nem tudott beletörődni gyermekük vele született rendellenességébe és öngyilkos lett.
Mikor Vang (Wang) megtudja, hogy halálos beteg és hetei vannak hátra, kétségbeesésében úgy dönt, az óceánba fojtja magát és a fiát, mert ha ő meghal, nem lesz, aki a magatehetetlen Dafuról gondoskodjon. A kiválóan úszó Dafu azonban játéknak véli a dolgot és leoldozza a nehezéket mindkettejük lábáról. Vang (Wang) ezt jelnek véli, hogy Dafunak élnie kell. A nagybeteg férfi nekilát, hogy megtanítsa fiát az olyan hétköznapi dolgokra, mint az ajtó kinyitása kulccsal, a tojásfőzés, a leöltözés vagy az autóbuszos közlekedés. Mindeközben segítséget próbál kérni különféle intézményektől, de sehol sem hajlandóak befogadni a fiút: az autista gyermekek intézetéhez túl öreg, a beteg nyugdíjasok intézetéhez túl fiatal, őrültek házába pedig nem akarja beadni, hisz a fiú nem elembajban szenved.
Dafu az akváriumban megismerkedik egy bohóclánnyal, akivel barátságot köt, miközben apja folyamatosan tanítja az önállóságra. Vang (Wang) egy régi kedves ismerőse, annak az autistákkal foglalkozó intézménynek a korábbi vezetője, ahonnan a jelenlegi igazgató elutasította őket, szárnyai alá veszi Dafut, s elintézi, hogy az otthon mégis felvegye a fiút a gondozásába. Dafu azonban képtelen egyedül maradni, nem eszik és keservesen sír az apja után, amikor az egyedül hagyja az intézetben, így Vang (Wang) agyafúrt módszert talál ki arra, hogyan éreztesse fiával, hogy halála után is vele marad. Óriásteknősnek öltözik, s úszni megy Dafuval az akváriumban, úszás közben mondogatva a fiúnak, hogy „nézd, apa óriásteknőssé változik”.
Amikor Vang (Wang) meghal, Dafu csak lassan érti meg, mi történt, de ügyesen helytáll – apja tanításának köszönhetően képes magáról gondoskodni, s az apa szenvedését végigkísérő, jóságát és gyermeke iránti feltétlen szeretetét értékelő szomszédok is segítik az árván maradt fiút. A zárójelenetben Dafu boldog mosollyal úszkál az óriásteknősökkel.

## Kritikai fogadtatás
A kritikusok szerint a film története nem különleges, a cselekmény egyhangú. Amit pozitívumként értékeltek, az Christopher Doyle operatőr képi világa, valamint Jet Li színészi játéka, aki a The Hollywood Reporter szerint rendkívül meggyőző a halálos beteg, gyermekét feltétel nélkül szerető, egyszerű munkásember szerepében, mindazonáltal megjegyzi, hogy nem csak külföldön, de még Ázsiában is nehéz lesz eladni a filmet, mert annyira szokatlan a nézőknek, hogy Jet Li ezúttal senkit sem ver meg a filmvásznon. A Twitch szerint a néző hamar elfelejti, hogy Ázsia egyik legnagyobb akciósztárját nézi, annyira magával ragadóan formálja meg Li a szenvedő apát, a filmet magát azonban unalmasnak ítélte. Charles Webb, ugyancsak a Twitchtől, „fantasztikusnak” ítélte Li alakítását, és úgy vélte, több hasonló drámai filmben kellene játszania, hogy „megmutassa azt a színészi mélységet és változatosságot, amit évekig rejtegetett”.